# Trinity (album, Visions of Atlantis)
Trinity je studiové album rakouské kapely Visions of Atlantis.

## Seznam skladeb
1. „At The Back Of Beyond“ - 3:28
2. „The Secret“ - 4:11
3. „Passing Dead End“ - 4:24
4. „The Poem“ - 5:24
5. „Nothing Left“ - 3:10
6. „My Dark Side Home“ - 4:05
7. „Wing-Shaped Heart“ - 4:37
8. „Return To You“ - 5:14
9. „Through My Eyes“ - 4:14
10. „Flow This Desert“ - 4:43
11. „Seven Seas“ - 4:10